# 31 июля
31 июля — 212-й день года (213-й в високосные годы) по григорианскому календарю.
До конца года остаётся 153 дня.
До 15 октября 1582 года — 31 июля по юлианскому календарю, с 15 октября 1582 года — 31 июля по григорианскому календарю.
В XX и XXI веках соответствует 18 июля по юлианскому календарю.

## Праздники и памятные дни

### Международные
- День африканской женщины (провозглашён в 1962 году на Всеафриканской конференции женщин в Дар-эс-Саламе)[2][3].

### Национальные
- Гавайи — День флага Гавайев, а также День восстановления суверенитета[англ.].
- Доминиканская Республика — День отца.
- Индия — День мученичества Удхама Сингха[англ.], — известной фигуры в движении за независимость Индии. День его смерти является государственным праздником в Пенджабе и Харьяне (Индия).
- Иран — Национальный день донора в Иране.
- Республика Конго — День начала революции.
- Малайзия — День воинов.
- Польша — День казначейства.

### Религиозные
Православие
- Память мученика Емилиана Доростольского (363)[6];
- память мученика Иакинфа Амастридского (IV в.)[7];
- память преподобного Иоанна Многострадального, Печерского, в Ближних пещерах (1160);
- память преподобного Памвы, затворника Печерского, в Дальних пещерах, иеромонаха;
- память преподобного Памвы (Памво) пустынника, Нитрийского (IV в.)[8];
- празднование в честь Калужской иконы Божией Матери;
- память Иосифа Аримафейского.

### Именины
- Католические: Игнатий[9], Джованни.
- Православные[10] (дата по новому стилю):
  - Мужские:
    - Аполлинарий — преподобномученик Аполлинарий (Мосалитинов)
    - Афанасий (Афанас, Апанас, Опанас) — великомученик Афанасий
    - Дасий — мученик Дасий
    - Емилиан (Емельян, Емилий, Эмилиан, Эмилий) — мученик Емилиан Доростольский
    - Иакинф (Акинф, Акинфий, Акинтий, Гиакинт, Гиацинт, Иакинт) — мученик Иакинф Амастридский
    - Иоанн (Иван):
      - исповедником Иоанн, митрополит Халкидонский
      - преподобный Иоанн Многострадальный, Печерский

    - Косма — преподобномученик Косма Грузинский
    - Леонтий (Леонт):
      - преподобный Леонтий Кариховский, Новгородский
      - юродивый Леонтий Устюжский

    - Маркелл (Маркел) — мученик Маркелл
    - Марон (Марой) — мученик Марон
    - Памва:
      - преподобный Памва Нитрийский
      - преподобный Памва Печерский, затворник

    - Стефан (Степан) — Стефан Амасийский, патриарх Константинопольский

## События
См. также: Категория:События 31 июля

### До XVII века
- 30 до н. э. — Александрийская битва : Марк Антоний добивается незначительной победы над войсками Октавиана, но большая часть его армии впоследствии дезертирует, что приводит к его самоубийству.
- 431 — заключительная седьмая сессия Эфесского Вселенского собора.
- 432 — в Риме (Италия) Сикст III избирается папой.
- 455 — указ Маркиана об умалении гражданских прав еретиков и предании огню их сочинений[11].
- 634 — битва при Аджнадайне между арабами под руководством Халид ибн аль-Валид и римлянами.
- 781 — самое старое зарегистрированное извержение горы Фудзияма (традиционная японская дата : 6-й день 7-го месяца 1 года эры Тэн’о (天 応)).
- 904 — арабы захватывают Салоники, второй по величине город Византийской империи.
- 1009 — папа Сергий IV становится 142-м папой, сменив папу Иоанна XVIII.
- 1201 — попытка узурпации Иоанном Комнином «Толстым» престола Алексея III Ангела.
- 1423 — Столетняя война: Битва при Краване французская армия разбита англичанами в Краване на берегу реки Йонна.
- 1431 — с битвы на переправе под Луцком началась гражданская война Великого князя Литовского Свидригайло и короля Польского Владислава Ягайло.
- 1451 — Жак Кёр арестован по приказу Карла VII короля Франции.
- 1492 — крайний срок для смены веры в Альгамбрском эдикте — указе об изгнании из Испании евреев (иудеев) отказывающихся принять христианство. Около 120 тыс. человек покинули страну, оставив свои дома и почти всё своё имущество.
- 1498 — третья экспедиция испанского мореплавателя Христофора Колумба открыла остров Тринидад.
- 1514 — капитуляция литовского гарнизона Смоленска, на следующий день московский царь Василий III торжественно въезжает в город.
- 1547 — шотландские роялисты захватывают и отправляют на французские галеры лидера лютеранской реформации в Шотландии Джона Нокса.
- 1588 — Испанская армада замечена у побережья Англии.

### XVII век
- 1605 — архиепископ Игнатий венчает на московское царство Лжедмитрия I.
- 1618 — Мориц, принц Оранский, распускает ополченцев в Утрехте, что является ключевым событием в напряжённости в Ремонстранте / Контрремонстранте.
- 1655 — русско-польская война (1654-67). Русская армия вступает в столицу Великого княжества Литовского Вильну, которую она держит в течение шести лет.
- 1656 — русская экспедиция отправилась к берегам озера Байкал.
- 1658 — Аурангзеб провозглашён падишахом империи Великих Моголов Индии.
- 1667 — подписано Бредское соглашение, положившее конец Второй англо-голландской войне. За королевством Англия закрепляются голландские колонии в Северной Америке.
- 1695 — запорожцы Михаила Самойленко вместе с московскими войсками взяли штурмом Кизи-Кермен, а следом и Тавань.

### XVIII век
- 1703 — Даниэль Дефо прикован к позорному столбу за преступление «крамольной клеветы» после публикации брошюры политико-сатирических памфлетов, но был забросан цветами.
- 1705 — Великая Северная война: союзная польско-русско-саксонская армия под командованием генерал-лейтенанта О. А. фон Пайкуля потерпела поражение близ Варшавы.
- 1712 — Великая Северная война: столкновение датских и шведских кораблей в Балтийском море; результат сражения не определён.
- 1715 — через семь дней после того, как испанский флот из 12 кораблей с сокровищами покинул Гавану (Куба), направляясь в Испанию, 11 из них утонули во время шторма у побережья Флориды. Несколько столетий спустя сокровища были извлечены из их обломков.
- 1720 — Пётр I отправился в плавание к берегам Финляндии.
- 1741 — Карл VII Альбрехт вторгается в Верхнюю Австрию и Богемию.
- 1751 — пожар в Стокгольме уничтожает 1000 домов.
- 1763 — силы оттавов с вождём Понтиаком побеждают британские войска в битве при Кровавом Беге во время Войны Понтиака.
- 1774 — Манифест 31 июля 1774 года Емельяна Пугачёва.
- 1777 — Второй Континентальный Конгресс США принимает резолюцию о том, что услуги Жильбера Лафайета «должны быть приняты и что, учитывая его рвение, прославленную семью и связи, он получает звание и комиссию генерал-майора Соединённых Штатов».
- 1790 — выдан первый патент США изобретателю Сэмюэлю Хопкинсу[англ.] для калийного процесса.
- 1791 — (по юлианскому кал.) у мыса Калиа́крия произошло морское сражение, завершившее русско-турецкую войну 1787—91.
- 1796 — Бой у Лонато 31 июля 1796 года.

### XIX век
- 1815 — Филадельфийская железнодорожная катастрофа (Англия) в результате которой погибло от 13 до 16 человек. Самая первая железнодорожная катастрофа.
- 1817 — в окрестностях Асунсьона (Венесуэла) происходит битва при Матасьете[англ.].
- 1825 — в день отъезда Анны Керн из Тригорского Пушкин вручил ей стихотворение «К*» («Я помню чудное мгновенье»). (19 июля по старому стилю)[12].
- 1826 — в Валенсии (Испания), на последней Аутодафе, сделанной в этой стране, Святая Инквизиция казнит учителя Риполля Каэтано, обвиненного в ереси.
- 1837 — заложено здание (Красный корпус) Киевского университета.
- 1849 — в бою с российскими войсками погиб венгерский поэт Шандор Петефи.
- 1853
  - Представители Великобритании, Франции, Пруссии и Австрии подписали в Вене примирительную ноту в адрес Российской и Османской империй. Этот документ получил название Венской ноты
  - Высочайше утверждён герб села Чёрный Яр Астраханской области.
- 1856 — Крайстчерч объявлен городом.
- 1865 — первая в мире железная дорога для узкой колеи открывается в Грандчестере, Квинсленд, Австралия.
- 1874
  - В Ванкувер (Канада) прибыла первая группа русских меннонитов, отказавшихся служить в армии.
  - Доктор Патрик Фрэнсис Хили[англ.] стал первым чернокожим президентом преимущественно «белого» университета в США — Джорджтаунского университета.
- 1877 — сражения при Ески-Загре и Джуранлы между частями русской и Османской армий в ходе Русско-турецкой войны 1877—1878 гг.
- 1893 — создана Гэльская лига.

### XX век
- 1904 — Русско-японская война: битва при Симученге[англ.]. Подразделения Императорской японской армии разгромили подразделения Императорской русской армии в стратегическом противостоянии.
- 1905 (по старому стилю)
  - Как ответ на начало революционных выступлений в Таврической губернии, с призывами к свержению императорской власти и либеральным реформам, основную часть организаторов которых составляли местные и закавказские евреи, в Керчи, как и во многих других городах России, была проведена патриотическая демонстрация во главе с градоначальником и при участии армии. Возникшие в результате стычек с революционными боевиками беспорядки переросли в еврейский погром. Были жертвы с обеих сторон.
  - В Петергофе под председательством Николая II началась серия совещаний по поводу плана создания Государственной Думы Российской империи.
  - Создан Всероссийский крестьянский союз. Массовая революционно-демократическая политическая организация, возникшая в 1905 в условиях подъёма революции, ставшая по словам В. И. Ленина «… зародышем особой крестьянской партии».
- 1907 — На Кубе запрещены дуэли.
- 1910 — На борту канадского лайнера впервые в мире преступник задержан с использованием полицией радио.
- 1911 — освящён храм Христа Спасителя в Санкт-Петербурге («Спас-на-Водах»).
- 1913 — Балканские государства подписывают перемирие в Бухаресте.
- 1917 — Первая мировая война: начинается Битва при Пашендейле, под Ипром в Западной Фландрии, Бельгия.
- 1918 — пала советская власть в Баку (Бакинская коммуна). 1 августа к власти пришла эсеро-меньшевистская диктатура Центрокаспия.
- 1919
  - Германское учредительное национальное собрание, проходившее в Веймаре, приняло новую конституцию Германии. Германия стала республикой, в которой президент назначал рейхсканцлера и министров, был верховным главнокомандующим, имел право роспуска рейхстага, назначения новых выборов и введения чрезвычайного положения. Первым президентом стал социал-демократ Фридрих Эберт. Своё существование Веймарская республика прекратила в 1933 году с установлением нацистской диктатуры.
  - Киев был занят Добровольческой армией Антона Деникина.
- 1920
  - 31 июля—1 августа. Основана Коммунистическая партия Великобритании (КПВ; The Communist Party of Great Britain). КПВ играла ведущую роль в развернувшемся по всей стране движении «Руки прочь от Советской России!».
  - Принята «Декларация о провозглашении независимости Белорусской ССР».
- 1924 — Польское правительство запретило использовать украинский язык в государственных и самоуправляемых учреждениях Западной Украины (Восточной Галиции).
- 1925 — Забастовка английских шахтёров завершилась их полной победой («Красная пятница»).
- 1926 — начало Восстания кристерос. 31 июля 1926 года епископы закрыли церкви. Четыреста человек заперлись в церкви в Гвадалахаре и начали оттуда стрелять по федеральным отрядам[13].
- 1928 — Впервые на заставке киностудии «Metro-Goldwyn-Mayer» появился рычащий лев. Это был первый звуковой фильм студии «Белые тени южных морей». Забавно, что львиный рык был самым длинным звуком в фильме, так как в нём произнесли лишь одно слово — «Привет!».
- 1932 — НСДАП (нацистская партия) набирает более 38 % голосов на выборах в Германии. Нацисты получили 230 депутатских мест, став сильнейшей партией в рейхстаге.
- 1937 — В ходе массовой операции НКВД в один день арестованы тысячи жителей Чечни.
- 1938
  - Болгария подписывает пакт о ненападении с Грецией и другими государствами балканской Антанты (Турция, Румыния, Югославия).
  - Археологи обнаружили гравированные золотые и серебряные листы царя Дария Великого в Персеполе.
- 1940 — Программа Т-4: нацисты убили художницу Эльфриду Лозе-Вехтлер[14].
- 1941
  - Холокост — физическое уничтожение евреев. Завершение проекта документа T/179 № 461. По указанию Адольфа Гитлера нацистский чиновник Герман Геринг поручает обергруппенфюреру СС Рейнхарду Гейдриху «как можно скорее представить мне общий план административных материальных и финансовых мер, необходимых для выполнения желаемого окончательного решения Еврейского вопроса».
  - Львов. Кость Панькивский избран председателем Генерального секретариата Украинской Национальной Рады.
- 1942 — основан Транспортный корпус Вооружённых сил Соединённых Штатов.
- 1943 — с целью воспрепятствовать ожидавшемуся вторжению союзнических войск на материковую часть Италии Адольфом Гитлером выпущены четыре директивы под кодовыми именами: «Айхе», «Аксе», «Штудент» и «Шварц».
- 1944
  - Погиб писатель-эссеист Антуан де Сент-Экзюпери.
  - Йозеф Менгеле отправляет в газовую камеру Аушвица всех 750 женщин и детей из барака, после того как ему доложили что в этом блоке завелись вши.
- 1945 — Пьер Лаваль, беглый бывший лидер правительства Виши, сдаётся солдатам союзников в Австрии.
- 1946 — Швеция, Норвегия и Дания основали авиакомпанию SAS.
- 1947 — Закрыты все счета Лиги Наций.
- 1948
  - Августовская сессия ВАСХНИЛ (31 июля — 7 августа): кульминация административного разгрома генетики в СССР. Официальное название сессии — «О положении в биологической науке».
  - Глава германской корпорации «Крупп» Альфрид Крупп приговорён к 12 годам тюрьмы за сотрудничество с нацистами.
  - В Нью-Йорке открыт международный аэропорт, позже получивший имя Джона Кеннеди.
- 1954
  - решение правительства СССР о создании на архипелаге Новая Земля Северного испытательного полигона ядерного оружия.
  - Итальянские альпинисты Лино Лачеделли и Акилле Компаньони первыми в мире поднялись на вершину К2 (8611 м). Руководитель экспедиции — Ардито Дезио[англ.] (Ardito Desio).
- 1956 — в Москве открылся Центральный стадион им. В. И. Ленина в Лужниках.
- 1957 — принято постановление ЦК КПСС и Совета Министров СССР «О развитии жилищного строительства в СССР», давшее начало строительству «хрущёвок»[15].
- 1958
  - Генерал-командующий ливанской армией Фуад Шехаб избран президентом Ливанской Республики.
  - Первый секретарь ЦК КПСС Хрущёв тайно посетил Китай и встретился с руководителями ЦК КПК Мао Цзэдуном и другими руководителями.
- 1961 — в Израиль прибыл миллионный иммигрант.
- 1962 — на Всеафриканской конференции женщин в Дар-эс-Саламе (Танзания) этот день провозглашён Днём африканской женщины.
- 1964 — программа «Рейнджер»: зонд «Рейнджер-7» отправляет первые высококачественные фотографии Луны на землю.
- 1965 — в Великобритании запрещена реклама сигарет на телевидении.
- 1966
  - группа Cream дала свой первый концерт на фестивале джазовой и блюзовой музыки в Виндзоре.
  - в Англии упразднено Министерство по делам колоний.
- 1969 — Павел VI впервые посещает Африку в качестве папы римского.
- 1970
  - День Чёрного Тота: последний день официально утверждённого рациона в Королевском флоте Великобритании. Флот прекращает поставлять ром солдатам.
  - глубокое землетрясение магнитудой 7,9 балла в южной Колумбии.
- 1971 — программа Apollo: астронавты Аполлон-15 стали первыми, кто поехал на лунном вездеходе (Lunar Rover Vehicle).
- 1972
  - Правительство Канады приняло решение заменить штрафами тюремное наказание за употребление марихуаны.
  - Во время операции «Мотормэн» британская армия вновь захватывает городские запретные районы Северной Ирландии. Это крупнейшая британская военная операция со времён Суэцкого кризиса 1956 года и самая крупная в Ирландии со времён Ирландской войны за независимость. Позже в тот же день девять мирных жителей были убиты в результате взрыва автомобильных бомб в деревне Клауди.
- 1973 — Самолёт DC-9 Delta Air Lines, рейс DL 723 разбился при посадке в тумане в международном аэропорту Логан, Бостон, штат Массачусетс. Погибло 89 человек.
- 1974 — Кипрский конфликт: Турция и Греция заключили соглашение о прекращении огня на Кипре.
- 1975 — три участника популярной кабаре-группы и два боевика убиты во время неудачного военизированного нападения в Северной Ирландии.
- 1976 — почти все африканские страны запретили своим атлетам участвовать в монреальской Олимпиаде из-за отказа МОК наказать Новую Зеландию за приём регбистов ЮАР.
- 1980 — завершение полёта советского пилотируемого космического корабля «Союз-36». Экипаж посадки — Виктор Горбатко и вьетнамец Фам Туан.
- 1987 — драматическое паломничество 1987 года: иранцы, заподозренные в намерении захватить Большую мечеть после разрешённой демонстрации против США в Мекке, были блокированы полицией. В результате столкновений погибло более 400 человек.
- 1988
  - 32 человека погибли и 1674 получили ранения, при обрушении моста в паромном терминале Султана Абдула Халима в Баттерворте, Пенанг, Малайзия.
  - В Бердянске Запорожской области стартовал самый продолжительный в истории СССР рок-фестиваль «Рок-Поп-Шоу’88», на который съехались рок-музыканты со всей страны. Заключительные концерты прошли 7 августа.
- 1990
  - XIX Конференция министров иностранных дел государств — членов ОИК (31 июля — 5 августа). Была утверждена Каирская декларация по правам человека в исламе.
  - Экстренное совещание в Джидде между представителями Ирака и Кувейта, чтобы разрешить споры двух стран, касавшиеся владения большими нефтяными месторождениями на границе. Переговоры прошли безрезультатно. 2 августа иракская армия вторглась в Кувейт.
- 1991 — США и СССР подписали Договор СНВ-I (о сокращении стратегических наступательных вооружений), который впервые с проверкой сократил запасы обеих стран.
- 1992
  - Катастрофа A310 под Катманду — первая крупная авиакатастрофа в Непале (113 погибших). Международный рейс 311 Thai Airways врезался в гору к северу от Катманду, в Непале.
  - Грузия вступила в ООН.
  - Катастрофа Як-42 в Нанкине, погибли 108 человек.
- 1994 — украинец Сергей Бубка установил мировой рекорд в прыжках с шестом — 6,14 м.
- 1996 — Федеральный суд Нью-Йорка отменил законодательный акт, ограничивающий свободу слова в интернете.
- 1997
  - Перестрелка на Гончарной улице.
  - При посадке в международном аэропорту Ньюарка произошла авария грузового самолёт MD-11F компании FedEx.
- 1999 — программа Discovery — Lunar Prospector : НАСА производит управляемое крушение космического зонда на Луну, тем самым заканчивая свою миссию по обнаружению замёрзшей воды на поверхности Луны.
- 2000 — первое заседание российско-американской группы по борьбе с терроризмом (31 июля и 1 августа в Вашингтоне).

### XXI век
- 2002 — компании IBM и PricewaterhouseCoopers объявили о достигнутом соглашении по переходу PwC Consulting — дочерней фирмы PwC, специализирующейся на предоставлении консалтинговых услуг и сервисов, в собственность IBM.
- 2006
  - Фидель Кастро временно передаёт власть своему брату Раулю.
  - В России введена в обращение банкнота номиналом 5000 рублей образца 1997 года[16].
- 2007
  - Освящён Пхеньянский Троицкий храм, первый православный храм в КНДР.
  - Операция Banner, присутствие британской армии в Северной Ирландии и самая продолжительная операция британской армии в мире (началась в 1969 году), заканчивается.
- 2008
  - НАСА объявило об открытии воды на Марсе.
  - Катастрофа BAe 125 в Оватонне (США), 8 погибших.
- 2012 — американский пловец Майкл Фелпс побил рекорд советской гимнастки Ларисы Латыниной по количеству медалей, завоёванных на Олимпийских играх.
- 2014
  - Президент Боливии Эво Моралес объявил, что Израиль является террористическим образованием, и отменяет въезд в Израиль без визы.
  - в университете Северной Каролины (США) двое учёных объявляют о разработке вакцины против вируса чикунгунья.
- 2018 — Авария E-190 в Виктории-де-Дуранго, 39 пострадавших.
- 2020 — Председатель КНР Си Цзиньпин официально заявил о начале эксплуатации глобальной навигационной спутниковой системы «Бэйдоу-3»[17].
- 2025 — ВС РФ нанесли удар ракетами и БПЛА по Киеву, в результате которого погибло 32 человека (в том числе 5 детей) и не менее 159 было ранено.

## Родились
См. также: Категория:Родившиеся 31 июля

### До XIX века
- 1143 — Император Нидзё (ум. 1165), 78-й император Японии (1158—1165).
- 1396 — Филипп III Добрый (ум. 1467), герцог Бургундии.
- 1526 — Август (ум. 1586), курфюрст Саксонии (1553—1586).
- 1527 — Максимилиан II (ум. 1576), император Священной Римской империи (1564—1576).
- 1598 — Алессандро Альгарди (ум. 1654), итальянский скульптор, архитектор.
- 1686 — Бенедетто Марчелло (ум. 1739), итальянский композитор, поэт, музыкальный писатель, юрист.
- 1704 — Габриэль Крамер (ум. 1752), швейцарский математик, один из создателей линейной алгебры.
- 1754 — Бон Адриен Жанно де Монсей (ум. 1842), французский военачальник, маршал Франции.
- 1768 — Прасковья Жемчугова (наст. фамилия Ковалёва; ум. 1803), российская актриса, певица (сопрано); до 1798 г. крепостная графа Н. П. Шереметева.
- 1800 — Фридрих Вёлер (ум. 1882), немецкий химик и врач, один из основоположников органической химии.

### XIX век
- 1812 — Луис Бленкер (ум. 1863), немецкий и американский военный, участник Баденской революции и Гражданской войны в США.
- 1831 — Илья Ульянов (ум. 1886), директор народных училищ Среднего Поволжья, отец В. И. Ленина.
- 1843 — Петер Розеггер (ум. 1918), австрийский писатель.
- 1848 — Робер Планкет (ум. 1903), французский композитор.
- 1850 — Робер Тейлор (ум. 1903), американский политик, губернатор Теннесси.
- 1857 — Александр Кривошеин (ум. 1921), российский государственный деятель, ближайший сотрудник Петра Столыпина по осуществлению аграрной реформы.
- 1875 — Жак Вийон (ум. 1963), французский живописец.
- 1877 — Луиза Болус (ум. 1970), южноафриканская учёная-ботаник.
- 1883 — Эрих Хеккель (ум. 1970), немецкий художник-экспрессионист.
- 1886
  - Фред Куимби (ум. 1965), американский продюсер анимационного кино, лауреат восьми премий «Оскар».
  - Сальваторе Маранцано (убит 1931), босс «коза ностры».

### XX век
- 1901 — Жан Дюбюффе (ум. 1985), французский художник и скульптор.
- 1906 — Вера Марецкая (ум. 1978), народная артистка СССР, Герой Социалистического Труда.
- 1910 — Сергей Каштелян (ум. 1995), артист оригинального жанра, режиссёр, педагог, народный артист РСФСР.
- 1912 — Милтон Фридман (ум. 2006), американский экономист, лауреат Нобелевской премии (1976).
- 1914 — Луи Де Фюнес (ум. 1983), французский киноактёр, режиссёр и продюсер испанского происхождения.
- 1915 — Герберт Аптекер (ум. 2003), американский историк-марксист, политический активист и публицист.
- 1916 — Владимир Демихов (ум. 1998), советский учёный-экспериментатор, основоположник мировой трансплантологии.
- 1919 — Примо Леви (ум. 1987), итальянский химик, писатель.
- 1921
  - Любовь Малиновская (ум. 2009), актриса театра и кино, народная артистка России.
  - Любовь Соколова (ум. 2001), киноактриса, мастер эпизода, народная артистка СССР.
- 1929
  - Дон Мюррей (ум. 2024), американский актёр.
  - Хосе Сантамария, уругвайский и испанский футболист.
- 1930
  - Юрий Белов (ум. 1991), советский киноактёр.
  - Олег Попов (ум. 2016), артист цирка, клоун, народный артист СССР.
- 1936
  - Бонифас Александр (ум. 2023), временный президент Гаити (2004—2006).
  - Анатолий Тоболяк (ум. 2001), советский и российский писатель.
- 1937 — Эдита Пьеха, советская и российская певица польского происхождения, народная артистка СССР.
- 1938 — Роберт Стуруа, советский, грузинский и российский театральный режиссёр, актёр, педагог, народный артист СССР.
- 1944
  - Роберт Мертон, американский экономист, лауреат Нобелевской премии (1997).
  - Джеральдина Чаплин, американская киноактриса, дочь Чарли Чаплина.
- 1945
  - Ян Табачник, советский и украинский эстрадный композитор, аккордеонист-виртуоз, народный артист Украины.
  - Леонид Якубович, российский актёр и телеведущий.
- 1949 — Валерий Муравский, молдавский политический деятель, премьер-министр Молдовы (1991—1992).
- 1950 — Лейн Дэвис, американский актёр, режиссёр.
- 1951 — Ивонн Гулагонг-Коули, австралийская теннисистка, экс-первая ракетка мира, победительница 7 турниров Большого шлема
- 1956 — Майкл Бин, американский актёр.
- 1958 — Билл Берри, американский музыкант-мультиинструменталист, барабанщик рок-группы R.E.M.
- 1962
  - Алёна Бондарчук (ум. 2009), советская и российская актриса театра и кино.
  - Уэсли Снайпс, американский киноактёр.
- 1963 — Норман Кук (псевдоним Fatboy Slim), британский музыкант, диджей, композитор.
- 1964 — C. C. Catch (настоящее имя Каролина Катарина Мюллер), немецкая поп-певица.
- 1965 — Джоан К. Роулинг, английская писательница, автор книг о Гарри Поттере.
- 1966 — Кевин Мартин, канадский кёрлингист, олимпийский чемпион (2010).
- 1968 — Кнут Хольманн, норвежский гребец на байдарках, трёхкратный олимпийский чемпион.
- 1969 — Антонио Конте, итальянский футболист и футбольный тренер.
- 1971
  - Сергей Кристовский, российский рок-музыкант, бас-гитарист группы «Uma2rman».
  - Джон Лоури, также известен как John 5, американский гитарист-виртуоз, композитор.
- 1976 — Пауло Ванчопе, коста-риканский футболист.
- 1979 — Карлос Марчена, испанский футболист, чемпион мира и Европы.
- 1980 — Микко Хирвонен, финский раллийный автогонщик.
- 1982
  - Анабель Медина Гарригес, испанская теннисистка.
  - Михаэль Юнг, немецкий конник, 4-кратный олимпийский чемпион.
- 1986
  - Канди Бауэр, немецкий бобслеист, двукратный олимпийский чемпион.
  - Евгений Малкин, российский хоккеист, трёхкратный обладатель Кубка Стэнли, двукратный чемпион мира (2012, 2014).
  - Светлана Слепцова, российская биатлонистка, олимпийская чемпионка (2010), чемпионка мира.
- 1989
  - Виктория Азаренко, белорусская теннисистка, бывшая первая ракетка мира.
  - Кристофер Сундгрен, шведский кёрлингист, олимпийский чемпион (2022).
- 1990 — Ватемо Равоувоу, фиджийский регбист, олимпийский чемпион по регби-7 (2016).

## Скончались
См. также: Категория:Умершие 31 июля

### До XVII века
- 54 до н.э. — Аврелия Котта (р. 120 до н. э.), римская матрона, мать Гая Юлия Цезаря.
- 448 — Герман Осерский (р. ок. 378), один из самых почитаемых во Франции святых, епископ, покровитель Осера.
- 450 — Пётр Хризолог (р. 380), итальянский епископ и святой, отец церкви.
- 477 — Тимофей II Элур, патриарх Александрийский (457—460), богослов.
- 910 — Фэн Синси[англ.], китайский полководец.
- 975 — Фу Янцин[англ.], китайский генерал (р. 898)
- 1098 — Монтгомери, Гуго, 2-й граф Шрусбери — англонормандский аристократ, активный участник борьбы за подчинение Уэльса.
- 1275 — Герман Альтахский (р. 1200 или 1201), средневековый немецкий историк, монах, настоятель бенедиктинского аббатства Нидеральтайх.
- 1330 — Михаил III Шишман, царь Болгарии в 1323—1330 годах. Основатель последней правящей династии Второго Болгарского царства — Шишманов.
- 1358 — убит Этьен Марсель, купеческий прево Парижа (с 1354/1355), лидер Парижского восстания 1356—1358 гг.
- 1367 — Джованни Коломбини[итал.] (р. 1304), основатель ордена иезуатов.
- 1396 — Куртене, Уильям, английский епископ католической церкви, политик (р. 1342).
- 1481 — Франческо Филельфо (р. 1398), итальянский гуманист эпохи Возрождения.
- 1508 — Наод I Амхарский[англ.], император Эфиопии в 1494—1508 гг.
- 1550 — Франческо Сфондрати[англ.] (р. 1493), итальянский римско-католический епископ и кардинал, отец папы Григория XIV.
- 1556 — Игнатий Лойола (р. 1491), основатель ордена иезуитов.
- 1564 — Луис де Веласко и Руис де Аларкон (р. 1511), испанский аристократ и вице-король Новой Испании в 1550—1564 гг.

### XVII век
- 1602 — казнён Шарль Арман де Гонто Бирон (р. 1562), французский маршал, герцог и пэр, губернатор Бургундии (с 1595), участник заговора против Генриха IV.
- 1616 — Сэр Роджер Уилбрахам[англ.], генерал-солисистор Ирландии (р. 1553).
- 1624 — Генрих II Добрый (р. 1563), герцог Лотарингии (с 1608).
- 1638 — Сибилла Шварц[англ.], немецкая поэтесса эпохи барокко (р. 1621).
- 1653 — Дадли, Томас, английский солдат и политик, несколько раз занимал пост губернатора колонии Массачусетского залива (р. 1576).
- 1664 — Госвин Никель (р. 1582), немецкий священник-иезуит, 10-й верховный генерал Общества Иисуса (1652—1664).
- 1681 — Илья Фёдорович (р. 1681), царевич, наследник русского престола, сын Фёдора Алексеевича.
- 1691 — Крисостомо Ройо де Кастельви[исп.] (р. 1629), епископ Сегорбе (1680—1691).
- 1693 — Виллем Кальф (р. 1619), один из самых известных голландских мастеров натюрморта.

### XVIII век
- 1713 — Фридрих Вильгельм I Мекленбургский (р. 1675), правящий герцог Мекленбург-Шверина в 1692—1713 гг.
- 1726 — Николай Бернулли (р. 1695), швейцарский юрист и математик.
- 1729 — Никола Франческо Хайм[англ.] (р. 1678), итальянский музыкант, композитор, либреттист, нумизмат.
- 1750 — Жуан V (р. 1689), король Португалии в 1706—1750 гг.
- 1762 — Луис Висенте де Веласко[англ.] (р. 1711), моряк, командующий Королевским флотом Испании.
- 1781 — Джон Блай, 3-й граф Дарнли, британский парламентарий (р. 1719).
- 1784 — Дени Дидро (р. 1713), французский писатель, философ-просветитель, драматург.
- 1795 — Григорий Шелихов (р. 1747), русский мореплаватель, промышленник и купец.

### XIX век
- 1802 — Дмитрий Ильин (р. 1737), офицер российского военного флота, герой Чесменского сражения.
- 1805 — Диран Чиннамалай[англ.], индийский солдат воевавший против Британской Ост-Индской компании (р. 1756).
- 1806 — Бадр бин Сайф, правитель Омана в 1804—1806 гг., представитель династии Аль Саид.
- 1818 — Николаос Скуфас (р. 1779), один из трёх основателей тайного общества «Филики Этерия», подготовившего всегреческое восстание против Османской империи.
- 1824 — Войцех Турски (р. 1756), польский публицист, переводчик, поэт, историограф.
- 1826 — казнён Риполь, Каэтано (р. 1778), испанский учитель, (последняя жертва испанской инквизиции и возможно европейской вообще).
- 1840 — Нахман Крохмал (р. 1785), австро-венгерский еврейский религиозный философ, теолог, писатель.
- 1848 — Уильям Оукс (р. 1799), американский ботаник и миколог.
- 1849 — погиб Шандор Петёфи (р. 1823), национальный поэт Венгрии.
- 1852 — Лев Пушкин (р. 1805), младший брат А. С. Пушкина и его литературный секретарь, офицер русской армии.
- 1854 — Сэмюэл Уилсон (р. 1766), американский торговец, прообраз национального символа Америки — Дяди Сэма.
- 1864 — Луи Ашетт[англ.] (р. 1800), французский издатель, основатель парижского издательства, выпускавшего книги и другие материалы с целью улучшить систему школьного обучения (см. Hachette).
- 1875 — Эндрю Джонсон (р. 1808), 17-й президент Соединённых Штатов Америки (1865—1869).
- 1883 — Василий Бажанов (р. 1800), богослов, почётный академик Петербургской АН, доктор богословия.

- 1884 

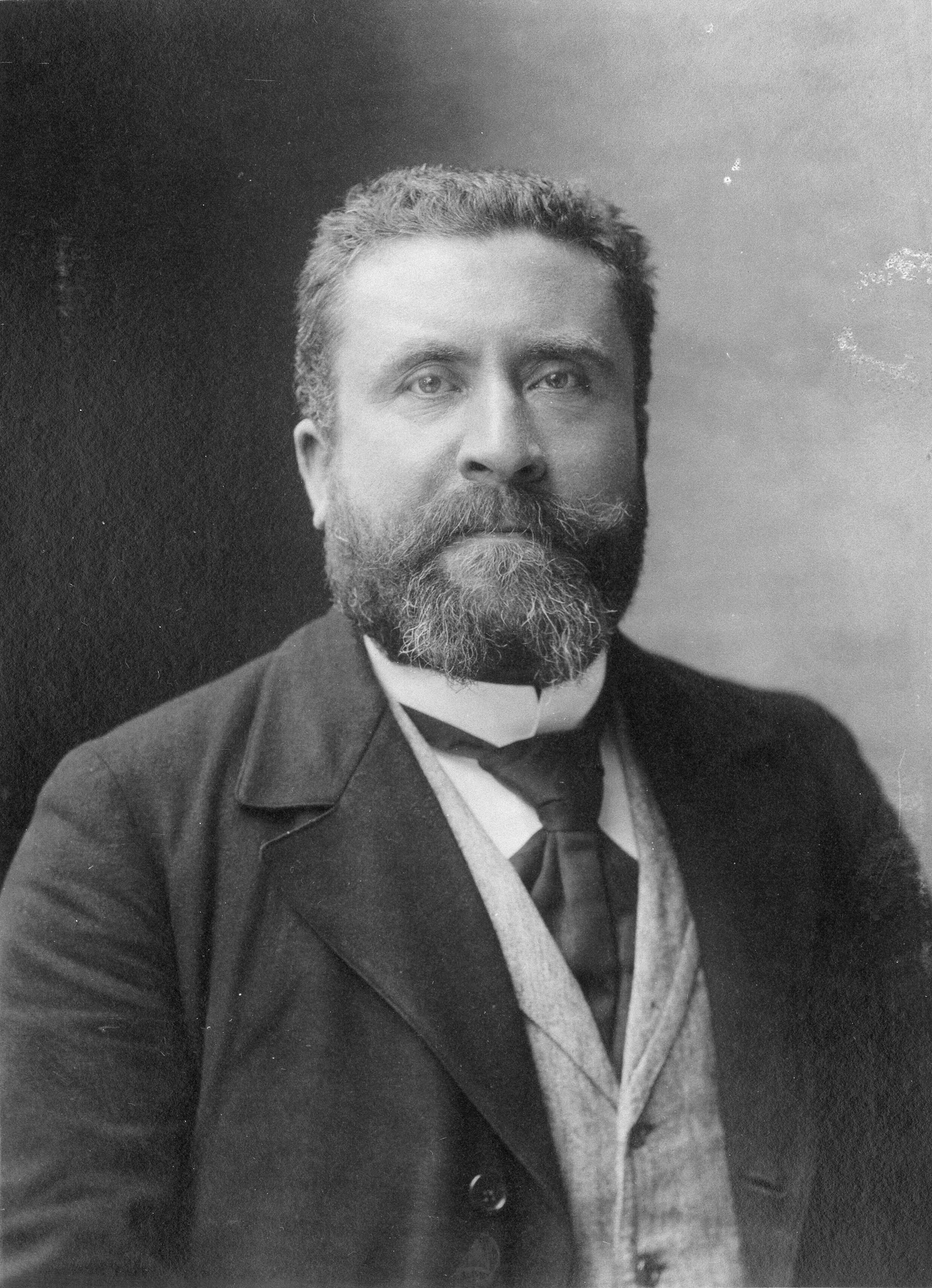
Жорес

  - убит Нгуен Зян-тонг (р. 1869), 7-й император Вьетнама из династии Нгуен (в 1884).
  - Елизавета Кологривова (р. 1809), русская писательница и переводчица.
- 1886 — Ференц Лист (р. 1811), венгро-немецкий композитор, пианист, педагог, дирижёр, публицист, крупный представитель музыкального романтизма.
- 1891 — Жан-Батист Капронье, бельгийский художник-витражист (р. 1814).
- 1895
  - Томас Уэйд (р. 1818), британский дипломат и синолог.
  - Ричард Моррис Хант (р. 1827), американский архитектор.
- 1897 — Огюст Лакоссад (р. 1815), французский писатель и поэт.
- 1900 — Альфред, герцог Эдинбургский (р. 1844), второй сын британской королевы Виктории, супруг русской великой княжны Марии Александровны.

### XX век
- 1911 — Андреа Глория (р. 1821), итальянский историк, профессор Падуанского университета.
- 1914 — убит Жан Жорес (р. 1859), деятель французского и международного рабочего движения, борец против милитаризма и войны, историк, философ, социолог.
- 1927 — Ефим Бабушкин (р. 1880), российский революционный деятель.
- 1940 — казнь Удхама Сингха[англ.], — известной фигуры в движении за независимость Индии (р. 1899).
- 1944 — Антуан де Сент-Экзюпери (р. 1900), французский писатель, эссеист, авиатор. Погиб по причине неисправности кислородного оборудования во время разведывательного вылета.
- 1945 
  - Арсений Гладковский (р. 1894), советский композитор.
  - Людвиг Мюллер (р. 1883), германский религиозный деятель, епископ Имперской церкви.
- 1952 — Рауль Валленберг (р. 1912), шведский дипломат, праведник народов мира.
- 1953
  - Николай Зелинский (р. 1861), русский советский химик-органик.
  - Йонас Марцинкявичюс (р. 1900), литовский советский писатель, поэт, драматург, журналист.
- 1957 — Павел Челищев (р. 1898), русский художник, эмигрант, представитель сюрреализма.

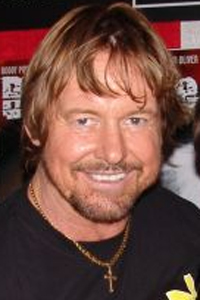
Родди Пайпер

- 1965 — Георгий Шубников (р. 1903), начальник строительства космодрома Байконур, Герой Социалистического Труда.
- 1968 — Николай Смолич (р. 1888), российский и украинский театральный актёр, режиссёр, педагог, народный артист СССР.
- 1969 — погибла Александра (наст. имя Дорис Нефёдова; р. 1942), немецкая певица, композитор, музыкант, звезда шансона.
- 1972
  - Михаил Артамонов (р. 1898), русский советский археолог и историк.
  - Поль-Анри Спаак (р. 1899), бельгийский политик и государственный деятель.
- 1981 — Омар Торрихос (р. 1929), президент Панамы в 1968—1981 годах; авиакатастрофа.
- 1983 — Николай Разин (р. 1904), советский гидротехник, член-корреспондент АН СССР, Герой Социалистического Труда.
- 1989 — Харрингтон, Майкл[англ.] (1928—1989) — североамериканский политический теоретик, профессор политологии, демократический социалист, активист, публицист, основатель организации Демократические социалисты Америки[18].
- 1994 — Элизабет Хейч[англ.] (р. 1897), венгерская художница, скульптор, преподаватель йоги, духовный учитель, писательница.
- 1995 — Николай Кузнецов (р. 1911), генеральный конструктор авиационных и ракетных двигателей, академик, Герой Социалистического Труда.

### XXI век
- 2001 — Пол Андерсон (р. 1926), американский писатель-фантаст.
- 2002 — погиб Борис Александров (р. 1955), советский и казахстанский хоккеист, олимпийский чемпион (1976), тренер.
- 2004 — Лаура Бетти (р. 1927 или 1934), итальянская киноактриса и певица.
- 2009 — Бобби Робсон (р. 1933), английский футболист и футбольный тренер.
- 2012
  - Гор Видал (р. 1925), американский писатель, эссеист, драматург.
  - Ефрем Зверьков (р. 1921), советский и российский живописец-пейзажист, в 1997—2012 гг. вице-президент РАХ.
- 2015 — Родди Пайпер (р. 1954), американский рестлер и актёр.
- 2016
  - Фазиль Искандер (р. 1929), советский и абхазский писатель и поэт.
  - Сеймур Пейперт (р. 1928), южноафриканский и американский математик, программист, создатель языка Лого.
- 2017 — Жанна Моро (р. 1928), французская актриса, певица, кинорежиссёр.
- 2020 — Алан Паркер (р. 1944), британский кинорежиссёр, сценарист и продюсер, председатель Британской режиссёрской гильдии.
- 2022 — убит Айман аз-Завахири (р. 1951), лидер Аль-Каиды с 2011 года.
- 2024 — убит Исмаил Хания (р. 1963), руководитель Политбюро движения ХАМАС с 2017 года.
- 2025
  - Адриана Асти (р. 1931), итальянская актриса кино и театра.
  - Роберт Уилсон (р. 1941), американский театральный режиссёр, сценограф и драматург.

## Приметы
- Омельян. Самое время топить бани, парить веники из травы и цветов и смыть с себя страдную усталость[19].